# Aechmea correia-araujoi
Espèce
Classification phylogénétique
Aechmea correia-araujoi est une espèce de plantes de la famille des Bromeliaceae, endémique de la forêt atlantique (mata atlântica en portugais) au Brésil.